# گنبد سرست
گنبد سرست مربوط به سدهٔ ۹ هجری قمری است و در شهرستان بابل، بخش بندپی شرقی، روستای سرست واقع شده و این اثر در تاریخ ۲۷ مرداد ۱۳۶۴ با شمارهٔ ثبت ۱۶۷۳ به‌عنوان یکی از آثار ملی ایران به ثبت رسیده است.